# Гіперпосилання

Типові ознаки гіперпосилання: підкреслення і зміна кольору

Гіперпосила́ння, або просто посила́ння, іноді ланка — активний (виділеним кольором) текст, зображення або кнопка на вебсторінці, натиснення на яку (активізація гіперпосилання) викликає перехід на іншу сторінку або на іншу частину сторінки, на якій він перебуває.
За іншим означенням гіперпосилання — адреса іншого мережевого інформаційного ресурсу у форматі URL (англ. Universal Resource Locator), який тематично, логічно або будь-яким іншим способом пов'язаний з документом, у якому це посилання визначене.

## Гіперпосилання HTML-сторінки
Тім Бернерс-Лі побачив можливість використання гіперпосилань для зв'язку будь-якої інформації з будь-якою іншою інформацією через Інтернет. Тому гіперпосилання є невід'ємною частиною всесвітньої павутини.
Гіперпосилання — фрагмент HTML-документу та один із базових його елементів. Гіперпосилання у HTML-документі може вказувати як на файл, що лежить у тій самій директорії на сервері, так і вміщати повний шлях URL до файлу, який розташований в Інтернеті. Також можна створювати гіперпосилання в середині одного документа, на електронну пошту, відео, аудіофайли та інші документи.
Гіперпосилання для користувача — текст або графічне зображення на сайті або електронному документі, що дозволяє переходити до інших об'єктів Інтернету.
Якщо обидва файли розташовуються в одній директорії, вистачить лише вказати ім'я файлу і розширення. Якщо в сусідніх директоріях, слід вказати крім імені та розширення ще й шлях до директорії. Якщо файли розташовуються на різних директоріях, потрібно вказати повну URL-адресу. Саме посилання в HTML створюється за допомогою тегу <a></a>, де атрибут href="URL" вказує на URL файлу, name="Назва" створює розділ у документі із вказаною «Назва»

### Приклади
- <a href="wiki.html">Вікі</a> — посилається на документ wiki.html, утворюючи гіперпосилання у вигляді слова «Вікі»;
- <a href="files/wiki.html">Файли вікі</a> — посилається на документ wiki.html, що розташовується у директорії (каталозі) files, і утворює посилання у вигляді тексту «Файли вікі»;
- <a href="http://uk.wikipedia.org/">Українська Вікіпедія</a> — посилається на ресурс, що розміщений на іншому сервері;
- <a href="https://uk.wikipedia.org/wiki/Гіперпосилання#Посилання_на_сайті">Посилання на сайті</a> — посилається на розділ Посилання на сайті цієї статті;
- <a href="tel:+0033301010">+00 333 01 010</a> — посилається на номер телефону, якщо у клієнта встановлено відповідне програмне забезпечення (месенджер, факс, додаток до браузера, чи щось подібне, що дозволяє телефонувати з пристрою клієнта), при натисканні (клацанні, кліканні, тапанні) користувач побачить повідомлення із запитом чи телефонувати за «цим» номером.

### Поштове гіперпосилання
Для створення посилання на адресу електронної пошти використовується URI-схема mailto:, після якої необхідно вказати e-mail адресата:
```
<
a
 
href
=
"mailto:e-mail"
>
Текст посилання
</
a
>

```

При створенні поштового гіперпосилання можна вказувати тему відправленого повідомлення і тіло листа. Для цього використовуються поля subject і body. Тема листа задається в полі subject, тіло листа в полі body.
Наприклад:
```
<
a
 
href
=
"mailto:e-mail?subject=Тема&body=Тіло листа"
>
Текст посилання
</
a
>

```